# الجدل حول إكسون موبيل وتغير المناخ

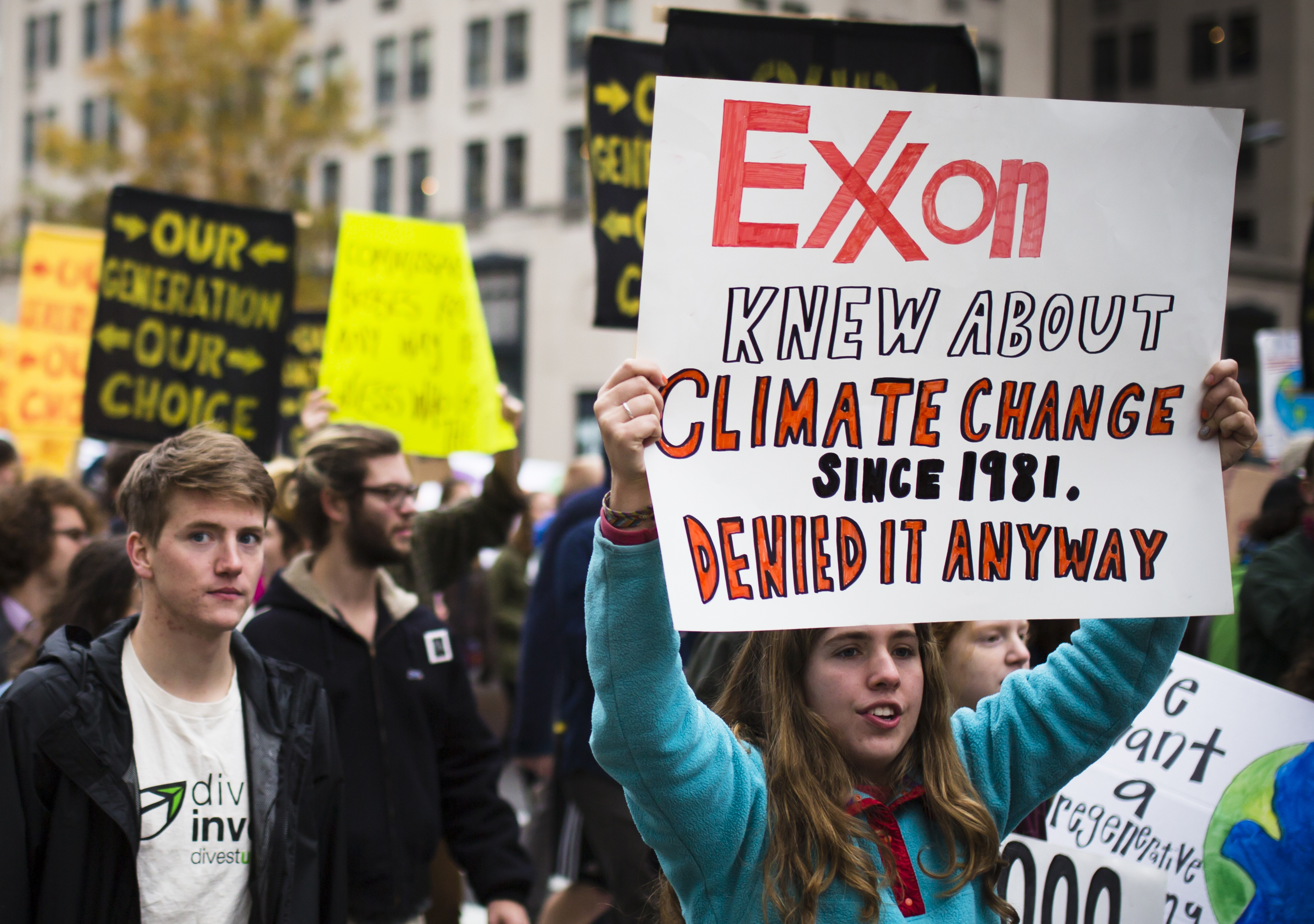
متظاهر يحمل لافتة حول إنكار شركة إكسون موبيل لتغير المناخ في الاحتجاج "جيلنا، خيارنا" في واشنطن العاصمة.

يعنى جدل شركة إكسون موبيل الخاص بتغير المناخ بنشاطات شركة إكسون موبيل المتعلقة بالاحتباس الحراري، وخاصة اعتراضهم على العلوم المناخية المؤكدة. منذ سبعينيات القرن العشرين، انخرطت شركة إكسون موبيل في الأبحاث المناخية، وبدأت بعدها بتشكيل جماعات الضغط، والدعاية، وتقديم المنح، بعضها أجري بهدف تأخير القبول الواسع والعمل الناشط ضد الاحتباس الحراري.
منذ أواخر سبعينيات القرن العشرين وحتى ثمانينياته، مولت إكسون نشاطات تعاونية داخلية ومع الجامعات، في سياق عام موازٍ لتطوير البحث العلمي العام. منذ ثمانينيات القرن العشرين إلى منتصف العقد الأول من القرن الحادي والعشرين، كانت الشركة رائدةً في إنكار التغير المناخي، معترضة على التشريعات التي تحد من الاحتباس الحراري. مولت إكسون موبيل منظمات تنتقد بروتوكول كيوتو وسعت للتقليل من أثر الرأي العام تجاه الإجماع العلمي القائل إن الاحتباس الحراري سببه حرق الوقود الأحفوري. ساعدت إكسون في تأسيس وقيادة التحالف الدولي للمناخ للشركات المعارضة لتنظيم انبعاثات غازات بيت الدفيئة. عبرت حديثًا عن دعمها لضريبة الكربون واتفاقية باريس.

## الأبحاث الأولى
منذ أواخر سبعينيات القرن العشرين وخلال ثمانينياته، كان لإكسون، وهي إحدى أسلاف شركة إكسون موبيل، سمعة بأنها رائدة في أبحاث التغير المناخي. مولت إكسون نشاطاتٍ تعاونية داخلية وجامعية، في سياق عام موازٍ لتطوير البحث العلمي العام، ونمت سمعةً لها بخبرتها في ثنائي أكسيد الكربون الجوي (CO2). بين سبعينيات القرن العشرين وعام 2015، نشر باحثو إكسون وإكسون موبيل وشركاؤهم الأكاديميون عشرات الأوراق البحثية. وفرت إكسون موبيل لائحةً فيها أكثر من مقال موثق من تلك الفترة.
في يوليو 1977، أبلغ جيمس بلاك، وهو عالم كبير في إكسون، المديرين التنفيذيين في الشركة أن هناك اتفاقًا علميًا حينها بأن حرق الوقود الأحفوري هو أكثر سبل البشرية تأثيرًا على التغيرات المناخية العالمية. في الفترة 1979-1982، أجرت إكسون برنامج أبحاث عن التغيير المناخي والنمذجة المناخية، يضم مشروعًا بحثيًّا زودت الشركة فيه أكبر نقلة نفط تمتلكها إيسو أتلانتيك بمختبر وحساسات لقياس امتصاص المحيطات لثنائي أكسيد الكربون. في عام 1980، حللت إكسون في إحدى وثائقها إمكانية استخدام الوقود الصناعي كالفحم المسال، والصخر الزيتي، والنفط الرملي لتوفير الطلب على الوقود النفطي، واستنتجت أن ذلك سيؤخر زمن تضاعف ثنائي أكسيد الكربون بنحو خمس سنين ليصبح في 2065. درست إكسون أيضًا طرق تجنب انبعاثات ثنائي أكسيد الكربون إذا طور حقل الغاز شرق ناتونا (تجمع ناتونا دي-ألفا) قبالة إندونيسيا.
في عام 1981، حولت إكسون تركيز أبحاثها إلى النمذجة المناخية. في 1982، تداول مكتب إكسون للشؤون البيئية تقريرًا داخليًا في إدارة إكسون يقول إن عواقب التغير المناخي قد تكون كارثية، وإنه من الضروري تخفيض استهلاك الوقود بشكل ملحوظ لتدارك التغير المناخي في المستقبل. قال التقرير أيضًا إن «هناك مخاوف بين المجموعات العلمية بأن الآثار إذا أصبحت ملموسة، لن يمكن عكسها».
في عام 1992، قيم كبير الباحثين في الجليد، وهو يقود فريقًا بحثيًا في الشركة الفرعية التابعة لإكسون، إمبيريال للنفط، كيفية تأثير الاحتباس الحراري على عمليات إكسون في القطب الشمالي، وقال إن تكاليف الاستكشاف والتطوير في بحر بوفورت قد تكون أقل، في حين قد يهدد ارتفاع مستوى البحر والبحار الأصعب البنية التحتية الساحلية للشركة. ضمت إمبيريال هذه التنبؤات إلى خططها الإنشائية في دلتا نهر ماكنزي في المناطق الشمالية الغربية. في عام 1996، حسبت شركة موبيل، وهي السلف الآخر لشركة إكسون موبيل، أثر التغير المناخي على مشروع حقل غاز سابل. قال متحدث باسم إكسون موبيل إن الإجراءات المعيارية في التخطيط للمشروعات الكبرى يجري باتباع عدة عوامل، وإن اعتبار إكسون موبيل للمخاطر البيئية لم يكن بعيدًا عن السياق العام الذي تنتهجه الشركة في الترويج لسياساتها العامة.
في عام 2016، ادعى مركز القانون البيئي الدولي، وهو مكتب محاماة غير ربحي مناصر للبيئة ويرعى المصالح العامة، أن شركة همبل للنفط، وهي إحدى أسلاف شركة إكسون موبيل الحالية، كانت تعرف من عام 1957 وما بعد بارتفاع ثنائي أكسيد الكربون في الغلاف الجوي وباحتمال أن يسبب ذلك احتباسًا حراريًا. أجابت إكسون موبيل هذا الادعاء بقولها: «إن التلميح إلى أننا كنا نمتلك معرفة قطعية عن التغير المناخي الذي يتسبب به البشر قبل علماء العالم فرضية خالية من المصداقية».

## تشكيل جماعات الضغط ضد قوانين الانبعاثات
كان لي ريموند، الرئيس التنفيذي من عام 1993 حتى 2006 لإكسون وإكسون موبيل أحد أكثر المديرين التنفيذيين في الولايات المتحدة إعلانًا عن مناهضته للقوانين التي تفرض حد الاحتباس الحراري.
في فبراير 2001، الأيام الأولى لإدارة الرئيس الأمريكي جورج دبليو بوش، كتب رئيس جماعات الضغط الخاصة بشركة إكسون موبيل في واشنطن إلى البيت الأبيض يحثه على إبعاد «إرث إدارة كلنتون/غور من الأجندات العدائية عن أي نشاطات تتعلق بصنع القرار» عن التفويض الأمريكي للجان العاملة للجنة الدولية للتغيرات المناخية (آي بّي سي سي) التابعة للأمم المتحدة، وأوصى باستخدام علماء ناقدين للإجماع العلمي السائد بشأن التغير المناخي عوضًا عنهم. أزيح رئيس اللجنة الدولية للتغيرات المناخية وعالم المناخ روبرت واتسون ليحل محله راجيندرا ك. باتشوري، الذي كان يعد أكثر قربًا للصناعيين. قال متحدث باسم إكسون موبيل إن الشركة لم يكن لها منصب في رئاسة اللجنة الدولية للتغيرات المناخية.
في 14 يونيو 2005، أعلنت إكسون موبيل إنها ستوظف فيليب كوني، بعد استقالة الأخير بأربعة أيام من منصبه في رئاسة طاقم لجنة الجودة البيئية في إدارة بوش، بعد يومين من إصدار مشروع الحكومة للمحاسبة وثائق تظهر تغيير كوني لتقارير حكومية علمية لزرع الشك في التأكيدات العلمية على أثر بيت الدفيئة. كتب ثوماس فريدمان في نيويورك تايمز: «من بين كل الناس الذين يمكن لفريق بوش أن يدعهم يحرروا التقارير المناخية، لدينا رجل كان يعمل لدى جماعات ضغط شركات النفط على إنكار التغير المناخي، دون خلفية علمية، ليعود بعدها للعمل لصالح إكسون. هل يمكن للأمور أن تكون أكثر فسادًا فكريًا من هذا؟».
يقول بعض الباحثون إن إستراتيجية إكسون موبيل نجحت في تأخير استجابة العالم للتغير المناخي، والبعض الآخر غير متأكد من أن تغيير سلوك الشركة كان ليؤدي إلى نتائج مختلفة.

## الإقرار بالتغير المناخي
في عام 2007، أبلغت إكسون موبيل لأول مرة أصحاب الأسهم فيها بالمخاطر المالية لربحية التغير المناخي. ولكن حتى هذا لم يكن إلا بلهجة اعتيادية عابرة في تقرير هيئة الأوراق المالية والبورصات الأمريكية السنوي (النموذج 10-ك) الخاص بهم، وأرجعوا فيه الأسباب إلى تهديد العمليات والعائدات الناتج عن «القوانين والتشريعات المتعلقة بالمسائل البيئية أو قضايا الأمن الطاقي، بما فيها تلك المتعلقة بموارد الطاقة البديلة ومخاطر التغير المناخي» بدلًا من الاعتراف بالمخاطر الناتجة عن التغير المناخي نفسه أو عن مساهمة الشركة فيه. في يناير 2007، قال نائب رئيس إكسون موبيل للشؤون العامة كينيث كوهين: «نعلم بما يكفي الآن -أو يعلم المجتمع بما يكفي الآن- أن الخطر حقيقي ويجب اتخاذ التدابير». في 13 فبراير، أقر رئيس إكسون موبيل التنفيذي ريكس دبليو. تيلرسون بأن حرارة الكوكب كانت تزداد مع ازدياد مستويات ثنائي أكسيد الكربون، ولكنه قدم في نفس الخطاب دفاعًا صرفًا عن صناعة النفط وتنبأ بأن الهيدروكربونات ستسيطر على النقل في العالم مع نمو الطلب على الطاقة بنسبة أربعين بالمئة متوقعة بحلول 2030. صرح تيلرسون بأنه لا يوجد بديل معتد به للنفط في العقود القادمة، وأن إكسون موبيل ستستمر في إنتاج البترول والغاز الطبيعي كمنتجيها الأساسيين».
في أبريل 2014، أصدرت إكسون موبيل تقريرًا يعترف علنيًّا بخطر التغير المناخي لأول مرة. تنبأت إكسون موبيل بأن ازدياد عدد السكان في العالم، وزيادة المستوى المعيشي وإتاحة الطاقة سينتج عنها انخفاض في انبعاث غازات بيت الدفيئة.
ترفض إكسون موبيل حركة تصفية الاستثمارات في الوقود الأحفوري، وقد كتبت في مدونة إكسون موبيل في أكتوبر 2014، إن تصفية الاستثمارات في الوقود الأحفوري «غير متماشية مع الواقع» وإن «عدم استخدام الوقود الأحفوري بمثابة التخلي عن استخدام الطاقة ككل».
تستخدم إكسون بانتظام سعرًا اعتباريًا داخليًا لثنائي أكسيد الكربون في تخطيطها للأعمال. في ديسمبر 2015، بعد إعلانات سابقة مشابهة، لاحظت إكسون أنه إذا أصبحت قوانين الكربون شرطًا ضروريًا، فإن الطريقة الأفضل ستكون ضريبة الكربون.